# Czesław Wojtera
Czesław Wojtera (ur. 5 września 1949 w Niedoniu) – polski rolnik i działacz ludowy, poseł na Sejm PRL VI i VII kadencji.

## Życiorys
Należał do Związku Harcerstwa Polskiego, a w 1965 został członkiem Związku Młodzieży Wiejskiej. W 1969 założył koło tej organizacji w Niedoniu, zostając jego przewodniczącym. Na IV Krajowym Zjeździe ZMW w 1970 został wybrany na członka plenum Zarządu Głównego ZMW, którym pozostał także po V Zjeździe. W 1969 wstąpił do Zjednoczonego Stronnictwa Ludowego, gdzie w latach 1972–1976 pełnił funkcję wiceprezesa Powiatowego Komitetu, a później zasiadał również w Wojewódzkim Komitecie w Łodzi. Uzyskał wykształcenie wyższe na Wydziale Ogólnorolniczym Wyższej Szkoły Rolniczej w Poznaniu w 1974. Prowadził własne gospodarstwo rolne.
W 1972 otrzymał szarfę krajowego wicemistrza współzawodnictwa ZG ZMW oraz tygodnika „Nowa Wieś” o tytuł Młodego Mistrza Plonów. 
Był radnym Powiatowej Rady Narodowej w Sieradzu. W 1972 i 1976 uzyskiwał mandat posła na Sejm PRL w okręgu Sieradz. Przez dwie kadencje zasiadał w Komisji Oświaty i Wychowania oraz pełnił funkcję sekretarza Sejmu. W trakcie VII kadencji zasiadał ponadto w Komisji Planu Gospodarczego, Budżetu i Finansów.
Został prezesem zarządu zarejestrowanej w 2013 spółki Lavinia 201. Związany również z szeregiem innych podmiotów prawnych.

## Rodzina
Żonaty z Haliną, z którą ma dwie córki: Katarzynę i Annę Ewę.